# David Bowie
Pour les articles homonymes, voir Bowie, David Jones et Jones.
David Robert Jones, dit David Bowie (prononcé en anglais : [ˈdeɪvɪd ˈbəʊi]), né le 8 janvier 1947 à Londres et mort le 10 janvier 2016 à Manhattan, est un auteur-compositeur-interprète, musicien, acteur et peintre britannique.
Après des débuts entre folk et variété dans la seconde moitié des années 1960 et un détour par le mime, Bowie commence à se faire connaître par le public avec la chanson Space Oddity (1969), dans laquelle il introduit le personnage du Major Tom, un alter ego qui reviendra régulièrement au long de sa carrière. Il accède ensuite à la notoriété en incarnant le personnage flamboyant de Ziggy Stardust, qui devient l'une des figures de proue du courant glam rock avec l'album The Rise and Fall of Ziggy Stardust and the Spiders from Mars (1972) sur lequel il est épaulé par le guitariste Mick Ronson. Bowie s'intéresse ensuite aux musiques noires (R'n'B, soul et funk) et s'installe aux États-Unis, y décrochant son premier no 1 avec la chanson Fame issue de l'album Young Americans (1975) et créant un nouvel alter ego bien plus sombre en la personne du Thin White Duke et qui aboutit à la sortie de Station to Station (1976). Il s'expatrie ensuite avec Iggy Pop à Berlin-Ouest pour se tourner aux côtés de Brian Eno vers la musique électronique. Il produit entre 1977 et 1979 sa « trilogie berlinoise » (Low, "Heroes" et Lodger), considérée comme un de ses sommets artistiques.
Dans les années 1980, Bowie continue à enchaîner les succès, notamment avec ses singles Ashes to Ashes issu de l'album Scary Monsters (and Super Creeps) (1980) ou encore Under Pressure (1981), fruit d'une collaboration avec Queen, et qui atteignent la première place des hit-parades britanniques. En 1983, Let's Dance, chanson et album de dance-rock produits par Nile Rodgers, font de lui une véritable icône pop mondiale, occupant le sommet des hit-parades tout en remplissant des stades dans le monde entier. À la fin de la décennie, il forme le groupe de rock alternatif Tin Machine qui publie deux albums en 1989 et en 1991, mais qui se dissout finalement en 1992. De retour en solo, il continue à s'essayer à de nouveaux genres tout au long des années 1990, de la house de Black Tie White Noise (1993) à la techno de Earthling (1997) en passant par la musique industrielle de 1. Outside (1995). Son activité musicale publique se raréfie après 2004 ; il se produit sur scène pour la dernière fois en 2006.
Après une décennie de silence, il sort à la surprise générale l'album The Next Day en 2013 qui est un succès commercial et critique. Son dernier album studio, le jazzy Blackstar, paraît le 8 janvier 2016. Sa mort, deux jours plus tard, d'un cancer du foie dont il n'avait pas révélé l'existence au public, crée une grande émotion dans le monde de la musique et offre un grand succès à cet ultime album à la dimension testamentaire évidente.
Durant plus de cinq décennies d'une carrière marquée par des changements fréquents de style, une réinvention permanente de son personnage et de ses approches musicales, il s'est imposé comme un des artistes musicaux les plus originaux, les plus importants et novateurs de la musique pop et rock. Il laisse derrière lui un univers musical unique, empreint de science-fiction et volontiers psychédélique, où la tragédie et la comédie se côtoient allègrement. Il a vendu plus de 140 millions d'albums dans le monde et de très nombreux artistes se réclament de son influence. Il est intronisé au Rock and Roll Hall of Fame en 1996. En 2004, le magazine américain Rolling Stone le place en 39e place de son Top 100 des « Plus grands artistes de tous les temps », et 23e de sa liste des « Plus grands chanteurs de tous les temps ».
En parallèle de son activité musicale, Bowie mène également une carrière d'acteur. Son premier grand rôle est celui de l'extraterrestre Thomas Jerome Newton dans L'Homme qui venait d'ailleurs (1976). Il explore par la suite plusieurs genres, du film d'auteur en incarnant le major Jack Celliers dans Furyo (1983) au biopic Basquiat (1996) où il tient le rôle d'Andy Warhol, tout en passant par le grand public avec Labyrinthe (1986), dans lequel il est Jareth, le roi des gobelins, soit l'un de ses rôles les plus connus et aujourd'hui culte. David Bowie collabore également avec des réalisateurs de renom comme Martin Scorsese en incarnant Ponce Pilate dans La Dernière Tentation du Christ (1988) ou encore David Lynch pour qui il joue dans Twin Peaks: Fire Walk with Me (1992). Ses chansons sont également utilisées à de nombreuses reprises au cinéma et Bowie lui-même a signé la composition de quelques bande-sons cinématographiques.

## Biographie

### Enfance (1947-1962)
David Robert Jones est né le 8 janvier 1947 à Brixton, un quartier du sud de Londres. Sa mère, Margaret Mary Burns (1913-2001), est la fille d'un couple irlandais ayant émigré à Manchester ; elle travaille comme ouvreuse dans un cinéma de Royal Tunbridge Wells. Son père, Haywood Stenton Jones (1912-1969), est originaire de Doncaster et s'occupe des relations publiques de l'association caritative Barnardo's. Ils habitent au 40 Stansfield Road, à la frontière des quartiers de Brixton et Stockwell. Le jeune David Jones est scolarisé à l'école primaire de Stockwell jusqu'à l'âge de six ans. C'est un élève doué et déterminé, mais aussi bagarreur.
En 1953, les Jones déménagent à Bromley, banlieue londonienne plus aisée, et David entre à la Burnt Ash Junior School deux ans plus tard. Sa voix est jugée passable par la chorale de l'école, et il joue mieux de la flûte à bec que la moyenne. Il se distingue à l'âge de neuf ans lors des cours de danse, où il fait preuve d'une grande imagination. La collection de 45 tours américains rapportée à la maison par son père la même année stimule son intérêt pour la musique : il découvre les Teenagers, les Platters, Fats Domino, Elvis Presley et Little Richard,. Il se met au ukulélé et à la contrebassine pour jouer du skiffle avec ses amis et commence à apprendre le piano.
Après avoir passé son eleven-plus, David Jones entre au lycée technique de Bromley où il étudie l'art, la musique et le design. Son demi-frère aîné Terry Burns, né d'un précédent mariage de sa mère, lui fait découvrir le jazz moderne et il s'enthousiasme pour Charles Mingus et John Coltrane, ce qui incite sa mère à lui offrir un saxophone Grafton en 1961. Le saxophoniste Ronnie Ross lui apprend à jouer de cet instrument. En 1962, il est gravement blessé après s'être battu à l'école avec son ami George Underwood, qui lui donne un coup de poing dans l'œil gauche. Malgré plusieurs opérations et quatre mois d'hospitalisation, les médecins ne parviennent pas à guérir complètement le jeune garçon, qui en conserve une pupille perpétuellement dilatée (anisocorie en mydriase) et une mauvaise perception de la profondeur. Cette différence entre ses deux yeux, souvent décrite à tort comme une hétérochromie, reste l'un de ses traits les plus distinctifs. Malgré cet incident, Bowie reste en bons termes avec Underwood, qui conçoit les pochettes de plusieurs de ses albums par la suite.

### Débuts musicaux (1962-1967)

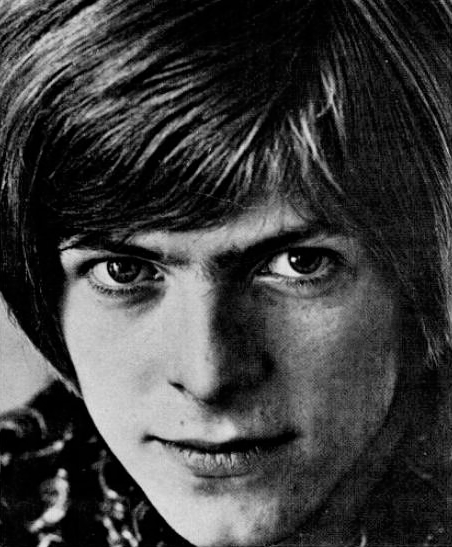
David Bowie en 1967 (photo promotionnelle pour le single Love You till Tuesday).

David Jones fonde son premier groupe en 1962. Les Konrads, groupe de rock 'n' roll à guitare, se produisent à des mariages et autres fêtes de jeunes. En quittant le lycée technique, l'année suivante, Jones annonce à ses parents son intention de devenir une vedette pop, mais sa mère lui trouve un travail d'apprenti électricien. Frustré par le manque d'ambition des Konrads, il rejoint un autre groupe, les King Bees. Il écrit à l'homme d'affaires John Bloom (en), qui a fait fortune dans les machines à laver, pour l'inviter à devenir leur Brian Epstein. Bien qu'il ne réponde pas à cette offre, Bloom la fait suivre à Leslie Conn, le partenaire de Dick James (en), qui fait signer à Jones son premier contrat de management.
Le 5 juin 1964 paraît Liza Jane, le premier 45 tours de « Davie Jones with the King Bees ». C'est un échec commercial. Jones quitte les King Bees moins d'un mois plus tard, se sentant limité par leur répertoire constitué de reprises de Howlin' Wolf et Willie Dixon. Il rejoint un autre groupe, les Mannish Boys, qui ne jouent pas seulement du blues, mais aussi du folk et de la soul. Par la suite, il déclare avoir rêvé de « devenir leur Mick Jagger ». Leur reprise de I Pity the Fool, publiée en single en mars 1965, est un autre échec, et Jones change à nouveau de groupe pour rejoindre The Lower Third, un trio fortement influencé par les Who. Le single You've Got a Habit of Leaving, une composition de Jones inspirée par la musique mod, sort au mois d'août, mais il ne rencontre pas davantage le succès que les deux précédents et marque la fin de son contrat avec Leslie Conn.
Avec son nouveau manager Ralph Horton, Jones obtient un contrat avec Pye Records, pour qui il enregistre trois singles au cours de l'année 1966 : Can't Help Thinking About Me, Do Anything You Say et I Dig Everything. Le premier est crédité à « David Bowie with The Lower Third ». C'est la première apparition du pseudonyme définitif de David Jones, dont le vrai nom ressemble trop à celui du Monkee Davy Jones. « Bowie » fait référence au pionnier américain James Bowie et au couteau Bowie auquel il a donné son nom. Bowie est accompagné par son nouveau groupe, The Buzz, sur Do Anything You Say, et par des musiciens de studio sur I Dig Everything. Ces trois singles sont à nouveau des échecs commerciaux et à la fin de l'année, Bowie se retrouve avec un nouveau manager, Kenneth Pitt, et une nouvelle maison de disques, Deram Records, qui publie son premier album, David Bowie, en juin 1967. C'est un mélange de pop baroque et de music-hall qui échoue à rencontrer un public, d'autant que les efforts de Deram pour le promouvoir sont limités.

### DeSpace OddityàHunky Dory(1968-1971)
Bowie rencontre le danseur Lindsay Kemp en 1967 et s'inscrit à ses cours au London Dance Centre. Sous son égide, il découvre le théâtre d'avant-garde, le mime et la commedia dell'arte et développe un intérêt pour son image et l'idée de personnages à présenter au public. En janvier 1968, il fait la connaissance de la danseuse Hermione Farthingale, qui devient sa petite amie. Ils forment un trio acoustique avec le guitariste John Hutchinson qui donne quelques concerts entre la fin 1968 et le début 1969 où se mêlent musique folk, Merseybeat, poésie et mime. Bowie et Farthingale se séparent au début de l'année 1969. Ils apparaissent ensemble pour la dernière fois dans Love You till Tuesday, un film promotionnel de 30 minutes conçu par Ken Pitt pour faire découvrir les chansons de Bowie à un plus grand public. Ce film, qui inclut notamment une première version de Space Oddity, reste inédit jusqu'en 1984.
Après sa rupture avec Farthingale et la fin de son contrat avec Deram, Bowie se retrouve dans une situation difficile. Il joue dans une publicité pour les glaces Lyons Maid (en), mais Kit Kat rejette sa candidature pour un autre spot publicitaire. En février-mars 1969, il participe en tant que mime à une tournée de Tyrannosaurus Rex, le duo de Marc Bolan. Il rencontre enfin le succès avec la parution du single Space Oddity chez Philips Records le 11 juillet 1969, quelques jours avant le lancement de la mission Apollo 11, qui lui permet d'atteindre la 5e place du hit-parade britannique. Bowie continue cependant à s'éloigner du blues et du rock de ses débuts en participant à la création d'un club de folk dans le quartier de Beckenham, qui donne naissance au Beckenham Arts Lab, un centre culturel alternatif qui connaît un certain succès. La chanson Memory of a Free Festival rend hommage à un festival organisé par le centre culturel en août 1969.
Le deuxième album de Bowie est publié au mois de novembre par Philips. Il est simplement intitulé David Bowie. Pour éviter toute confusion avec son premier album, il paraît sous le nom Man of Words / Man of Music aux États-Unis sur le label Mercury, la branche américaine de Philips. Pour sa réédition en 1972, RCA choisit de le rebaptiser Space Oddity, chanson qui ouvre l'album. Produit par Tony Visconti, l'album propose des chansons d'inspiration folk et psychédélique, avec des paroles reprenant le point de vue hippie sur la vie et l'amour. Le succès commercial n'est pas au rendez-vous,.

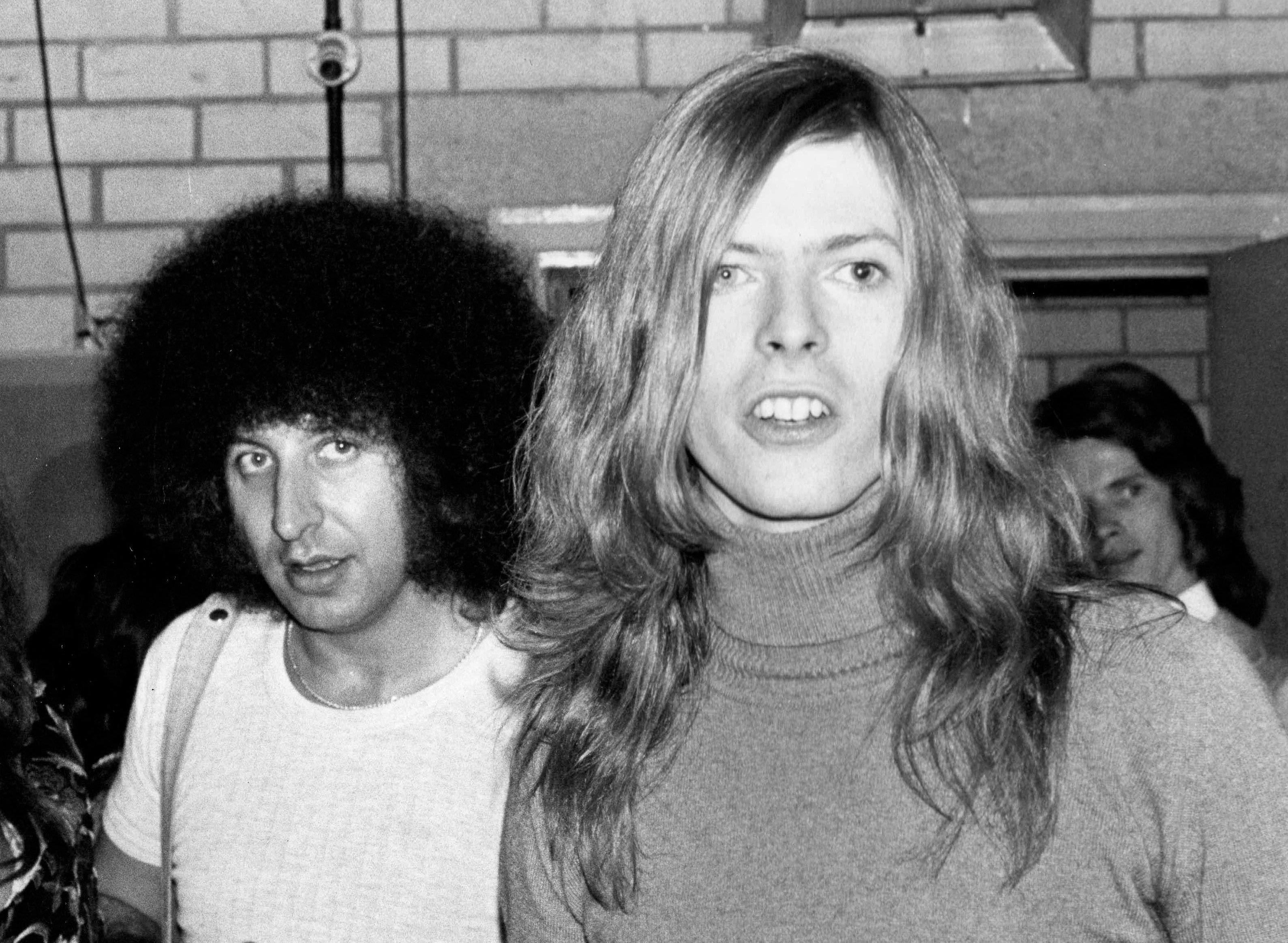
David Bowie en 1971, avec son manager Tony Defries.

Bowie se marie en mars 1970 avec Angela Barnett, une actrice américaine dont il a fait la connaissance l'année précédente. Elle joue très vite un rôle important dans sa carrière, au détriment de Ken Pitt. Ce dernier est renvoyé peu après et remplacé par Tony Defries. Installé à Haddon Hall, une maison de Beckenham, Bowie s'entoure de nouveaux musiciens pour former le groupe Hype : Mick Ronson à la guitare, Tony Visconti à la basse et John Cambridge à la batterie, ce dernier rapidement remplacé par Mick Woodmansey,. L'idée d'un groupe est rapidement abandonnée, mais ce sont ces musiciens qui enregistrent le troisième album de Bowie, The Man Who Sold the World, qui présente un son plus électrique et lourd que Space Oddity. Exploitant l'image androgyne du chanteur, la pochette de l'édition britannique le présente alangui sur un sofa, habillé d'une robe. C'est dans ce costume qu'il se fait interviewer par la presse durant la campagne de promotion de l'album,. Cette campagne le conduit aux États-Unis de janvier à février 1971, où il peut observer directement des musiciens comme Iggy Pop et Lou Reed, deux inspirations du personnage de Ziggy Stardust.
Hunky Dory, quatrième album de Bowie et son premier pour RCA Records, est enregistré durant l'été 1971 et publié en décembre. Tony Visconti y est remplacé comme bassiste par Trevor Bolder et comme producteur par Ken Scott. Certaines chansons voient Bowie reprendre le ton léger et acoustique de Space Oddity, notamment Kooks, dédiée à son fils Duncan Zowie Jones, né le 30 mai. Le chanteur aborde également des sujets plus sombres et rend directement hommage à ses influences avec les chansons Song for Bob Dylan, Andy Warhol et Queen Bitch (un pastiche du Velvet Underground). Les ventes restent médiocres.

### Ziggy Stardust: icône du Glam-Rock (1972-1974)

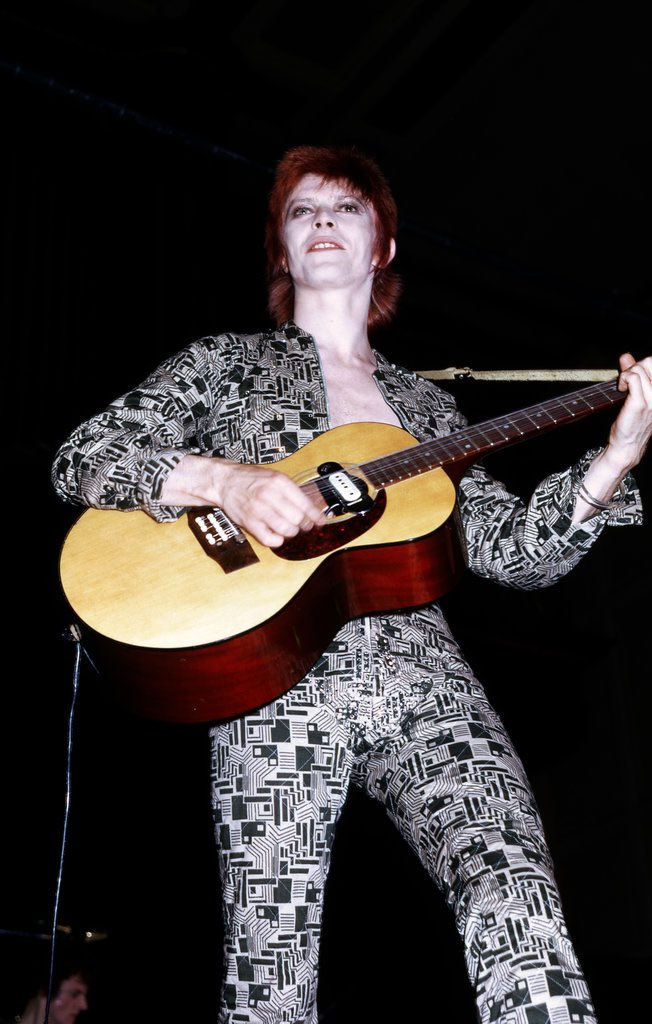
David Bowie en costume de Ziggy Stardust.

Le 10 février 1972, David Bowie donne un concert au Toby Jug de Tolworth, dans le sud-ouest de Londres, qui marque le début de la tournée Ziggy Stardust. Aux côtés de Mick Ronson, Trevor Bolder et Woody Woodmansey, devenus les « Spiders from Mars », le chanteur apparaît sur scène dans un costume extravagant, les cheveux teints en rouge foncé. Il incarne le personnage de Ziggy Stardust, un extraterrestre descendu sur Terre pour devenir une icône du rock. Son image s'inspire de Vince Taylor, un rockeur britannique du début des années 1960, et du modéliste japonais Kansai Yamamoto, tandis que son nom est en partie repris au Legendary Stardust Cowboy, pionnier américain du psychobilly. Durant les six mois qui suivent, Bowie se produit dans tout le Royaume-Uni devant un public toujours plus nombreux et enthousiaste. En combinant le hard rock de The Man Who Sold the World et la pop plus légère de Hunky Dory, l'album The Rise and Fall of Ziggy Stardust and the Spiders from Mars participe à la création du courant glam rock avec T. Rex, le groupe de Marc Bolan. Il sort au mois de juin, deux mois après le single Starman. Les deux grimpent rapidement les échelons du hit-parade britannique après l'apparition remarquée de Bowie dans l'émission télévisée Top of the Pops au mois de juillet (no 5 pour l'album, no 10 pour le single). Bowie reste présent dans les charts tout au long de l'été avec les singles John, I'm Only Dancing (no 12) et All the Young Dudes (no 3), une composition de Bowie interprétée par le groupe Mott the Hoople. Ses anciens albums, ignorés au moment de leur sortie, sont réédités pour faire face à la demande du public.
La tournée Ziggy Stardust se poursuit aux États-Unis en septembre-octobre 1972, avec l'arrivée du pianiste Mike Garson comme cinquième membre du groupe. Durant son séjour outre-Atlantique, Bowie compose une série de chansons qui forment la majeure partie de son album suivant, Aladdin Sane, qu'il décrit comme « Ziggy en Amérique ». L'album sort en avril 1973 et se classe en tête des ventes au Royaume-Uni alors que Bowie donne ses premiers concerts au Japon. Les singles The Jean Genie et Drive-In Saturday apparaissent également dans le Top 5 britannique,. Durant cette période, Bowie collabore avec Lou Reed et Iggy Pop pour enregistrer et produire leurs albums Transformer (1972) et Raw Power (1973).
Au fil de la tournée, Bowie éprouve de plus en plus de difficultés à faire la part des choses entre sa propre identité et son personnage de Ziggy Stardust, dans lequel il se projette totalement. Les concerts sont également de plus en plus théâtraux, avec des moments susceptibles de choquer le public : le chanteur se déshabille jusqu'à n'être plus vêtu que d'un pagne de sumo et simule une fellation sur la guitare de Mick Ronson. Le 3 juillet 1973, il fait une annonce spectaculaire à la fin de son concert au Hammersmith Odeon de Londres : « c'est non seulement le dernier concert de la tournée, mais c'est aussi le tout dernier que nous ferons » (« not only is it the last show of the tour, but it's the last show that we'll ever do »). Cette formulation ambigüe est interprétée par une partie du public comme l'annonce de la retraite de Bowie, mais en réalité, seul le personnage de Ziggy Stardust disparaît.
À la fin de l'année, Bowie publie Pin Ups, un album de reprises de chansons des années 1960. Les Spiders from Mars n'existent alors plus, Woodmansey ayant été remplacé par Aynsley Dunbar. Pin Ups est également le dernier album que Bowie enregistre avec Ronson et Bolder. Comme Aladdin Sane, il se classe en tête des ventes au Royaume-Uni. À ce moment-là, tous les albums de Bowie figurent dans le hit-parade britannique, à l'exception de celui de 1967.

### La période soul et le Thin White Duke (1974-1976)

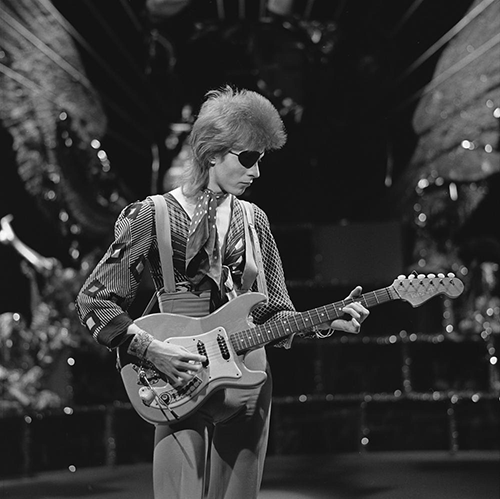
David Bowie en costume de Halloween Jack lors du tournage du clip Rebel Rebel, en 1974.

Bowie s'installe aux États-Unis en 1974, d'abord à New York, puis à Los Angeles. En mai sort son huitième album, Diamond Dogs, le fruit de deux projets distincts : un album-concept racontant les aventures d'un nouveau personnage, « Halloween Jack », dans une ville post-apocalyptique, et une adaptation en comédie musicale du roman 1984 de George Orwell dont la veuve Sonia refuse de lui céder les droits. Musicalement, il témoigne d'une évolution vers la soul et le funk. S'étant séparé de Mick Ronson, jusque-là son principal collaborateur, Bowie assure lui-même les parties de guitare. Le résultat est « un son abrasif, rauque, à moitié amateur ». Le succès est encore au rendez-vous : l'album est no 1 des ventes au Royaume-Uni, no 5 aux États-Unis, et les singles Rebel Rebel et Diamond Dogs réalisent également de belles performances.
La tournée Diamond Dogs Tour se déroule aux États-Unis et au Canada à partir de juin 1974. Il s'agit d'une entreprise à gros budget, avec des effets spéciaux élaborés et une choréographie conçue par Toni Basil. Le documentaire Cracked Actor, filmé durant cette tournée, présente un Bowie pâle et émacié, signe que sa consommation de cocaïne est en train de devenir une véritable addiction. Le chanteur, affaibli, sombre peu à peu dans la paranoïa et les délires mystiques sans que sa popularité n'en pâtisse, comme en témoigne le succès de l'album David Live, capté pendant la tournée Diamond Dogs. Après une pause à Philadelphie durant laquelle Bowie enregistre de nouvelles chansons avec l'aide de musiciens américains soul comme Luther Vandross ou Andy Newmark (batteur de Sly and the Family Stone), la tournée se poursuit jusqu'en décembre, sur un ton résolument soul.

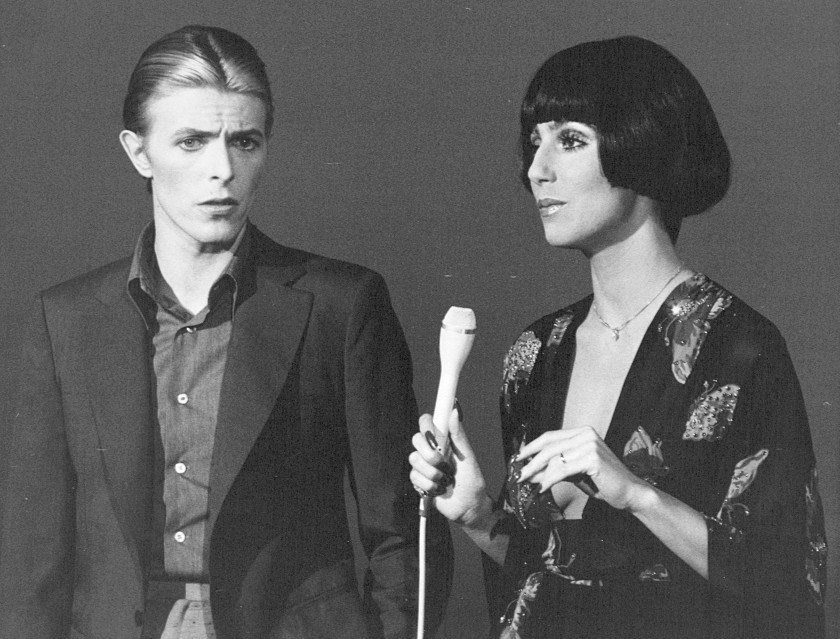
David Bowie et Cher dans l'émission Cher en 1975.

Les chansons de Philadelphie, auxquelles s'ajoutent des titres supplémentaires enregistrés à New York entre décembre 1974 et janvier 1975 avec la participation de John Lennon, paraissent sur l'album Young Americans en mars 1975. Ce disque purement soul (Bowie parle de « plastic soul » pour le décrire) surprend ses fans britanniques, dont beaucoup rejettent ce nouveau Bowie. Aux États-Unis, en revanche, la chanson Fame, coécrite avec Lennon et le guitariste Carlos Alomar, devient son premier single no 1. Le succès de cette reconversion est palpable lorsqu'il devient l'un des tout premiers musiciens blancs invités à participer à l'émission de télévision Soul Train. Quelques mois plus tard, la réédition du single Space Oddity offre à Bowie son premier no 1 dans son pays natal. Malgré son statut de vedette internationale, il est dans une situation financière critique : le renvoi de son manager Tony Defries donne lieu à une longue querelle judiciaire au terme de laquelle le chanteur se voit contraint de garantir à Defries une part substantielle de ses bénéfices pour les sept années à venir.
Après avoir interprété un extraterrestre dans le film de Nicolas Roeg L'Homme qui venait d'ailleurs (son premier grand rôle au cinéma), Bowie publie son dixième album studio, Station to Station, en janvier 1976. Il marque l'apparition de son dernier personnage, le Thin White Duke (« maigre duc blanc »), en partie inspiré de son rôle dans L'Homme qui venait d'ailleurs. Musicalement, certaines chansons se situent dans la continuité de la soul de Young Americans, comme Golden Years, que Bowie avait offerte à Elvis Presley, ou les funky TVC 15 et Stay, alors que d'autres sont dominées par les synthétiseurs et annoncent les expérimentations de la période berlinoise, à commencer par la chanson-titre, longue de plus de dix minutes. Aux côtés de Carlos Alomar, le bassiste George Murray et le batteur Dennis Davis participent à l'enregistrement de Station to Station. Ces trois musiciens continuent à accompagner Bowie jusqu'à la fin de la décennie, à commencer par la tournée Isolar, qui parcourt l'Europe et l'Amérique du Nord de février à mai 1976 avec une esthétique froide et dépouillée empruntée à l'expressionnisme allemand et à Bertolt Brecht.

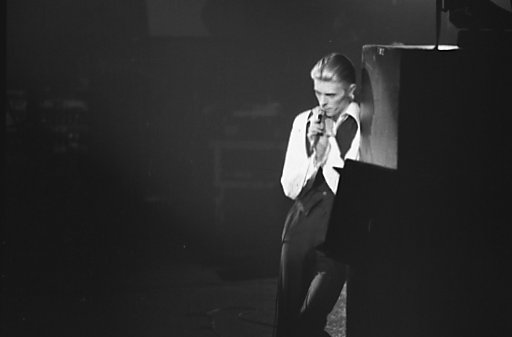
Davie Bowie en costume de Thin White Duke sur scène en 1976 (Isolar Tour).

Cette période est marquée par une série de controverses. De passage à Stockholm en avril, Bowie déclare à la presse qu'un leader fasciste ferait du bien à la Grande-Bretagne, et il est arrêté par les douanes à la frontière entre la Pologne et la Russie en possession de souvenirs nazis. Le 2 mai, en arrivant à la gare de Londres-Victoria dans une Mercedes décapotable, Bowie semble adresser un salut nazi à la foule venue l'accueillir et les photos parues dans l'hebdomadaire New Musical Express font scandale. Par la suite, Bowie met son comportement erratique durant cette période sur le compte du personnage du Thin White Duke et de son addiction à la cocaïne, renforcée par l'aliénation liée à son séjour à Los Angeles. Il réitère à plusieurs reprises dans les années 1980 et 1990 son opposition au fascisme et au racisme, mais ses propos de 1976 sont, avec ceux tenus par Eric Clapton sous l'influence de l'alcool la même année, à l'origine de la campagne Rock Against Racism.

### La période berlinoise (1976-1979)
Fuyant l'atmosphère viciée de Los Angeles, Bowie émigre en Suisse en 1976, s'installant dans un chalet à Blonay, au nord du lac Léman. Dans ce nouvel environnement, sa consommation de cocaïne diminue et il se consacre à d'autres domaines artistiques, notamment la peinture et la photographie. Son intérêt pour la scène musicale allemande et son désir de se libérer de la drogue l'incitent à déménager à nouveau pour Berlin-Ouest avant la fin de l'année. Partageant un appartement à Schöneberg avec Iggy Pop, il commence à travailler avec Brian Eno et Tony Visconti sur le premier album de sa « trilogie berlinoise ». Il contribue également de manière significative aux deux premiers albums d'Iggy Pop en solo, The Idiot et Lust for Life, tous deux sortis en 1977, et participe à la tournée de Pop en Europe et aux États-Unis entre mars et avril.
Publié en janvier 1977, Low voit Bowie s'éloigner de son mode de composition habituel basé sur la narration, au profit d'une écriture plus abstraite, dans laquelle les paroles jouent un rôle moindre. La musique est très influencée par le courant krautrock, représenté par des groupes comme Kraftwerk ou Neu! Bien que l'album ait été achevé dès novembre 1976, RCA hésite pendant plusieurs mois avant de mettre sur le marché un produit aussi peu vendeur. C'est pourtant un succès commercial au Royaume-Uni (no 2 des ventes, mieux que Station to Station), tout comme le premier single qui en est tiré, Sound and Vision.

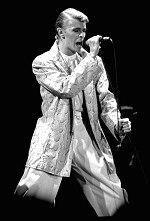
David Bowie sur scène en 1978 (Isolar II Tour).

Le deuxième album de la trilogie, "Heroes", poursuit dans la veine minimaliste et instrumentale de Low tout en intégrant davantage d'éléments pop et rock, à l'image de la guitare de Robert Fripp. La palette sonore est toujours aussi diversifiée, des synthétiseurs au koto, un instrument japonais traditionnel. Bien qu'elle ne soit pas un succès immédiat au Royaume-Uni, la chanson-titre devient l'une des plus populaires de Bowie en Europe continentale. Des versions chantées en allemand et en français suivent rapidement. Bowie l'interprète à la télévision dans l'émission de Marc Bolan en septembre, puis dans la dernière émission de Noël présentée par Bing Crosby sur CBS. À cette occasion, il chante également avec Crosby une chanson de Noël, Peace on Earth/Little Drummer Boy, qui devient un succès lorsqu'elle est éditée en single lors de la période des fêtes en 1982.
Bowie consacre la majeure partie de l'année 1978 à la tournée mondiale Isolar II (70 concerts dans 12 pays). C'est la première fois depuis cinq ans qu'il se produit sur scène libéré de l'influence de la drogue. Outre le trio Alomar-Murray-Davis, il est accompagné du guitariste Adrian Belew, des claviéristes Roger Powell et Sean Mayes et du violoniste Simon House. Cette tournée est illustrée par l'album live Stage, publié au mois de septembre.
La trilogie berlinoise se conclut avec Lodger (1979), enregistré en Suisse, au Mountain Studion à Montreux, contrairement à Low et Heroes. Il s'éloigne du minimalisme et renoue en partie avec le rock à guitare et batterie. Le désir d'expérimenter reste néanmoins présent, avec des influences new wave et musiques du monde. Les stratégies obliques de Brian Eno et Peter Schmidt sont également utilisées pour apporter un élément de hasard aux séances d'enregistrements : ainsi, les musiciens échangent leurs instruments pour créer Boys Keep Swinging, tandis que Move On est conçue en passant à l'envers la bande instrumentale de All the Young Dudes.

### Du Nouveau Romantique à l'icône MTV (1980-1988)

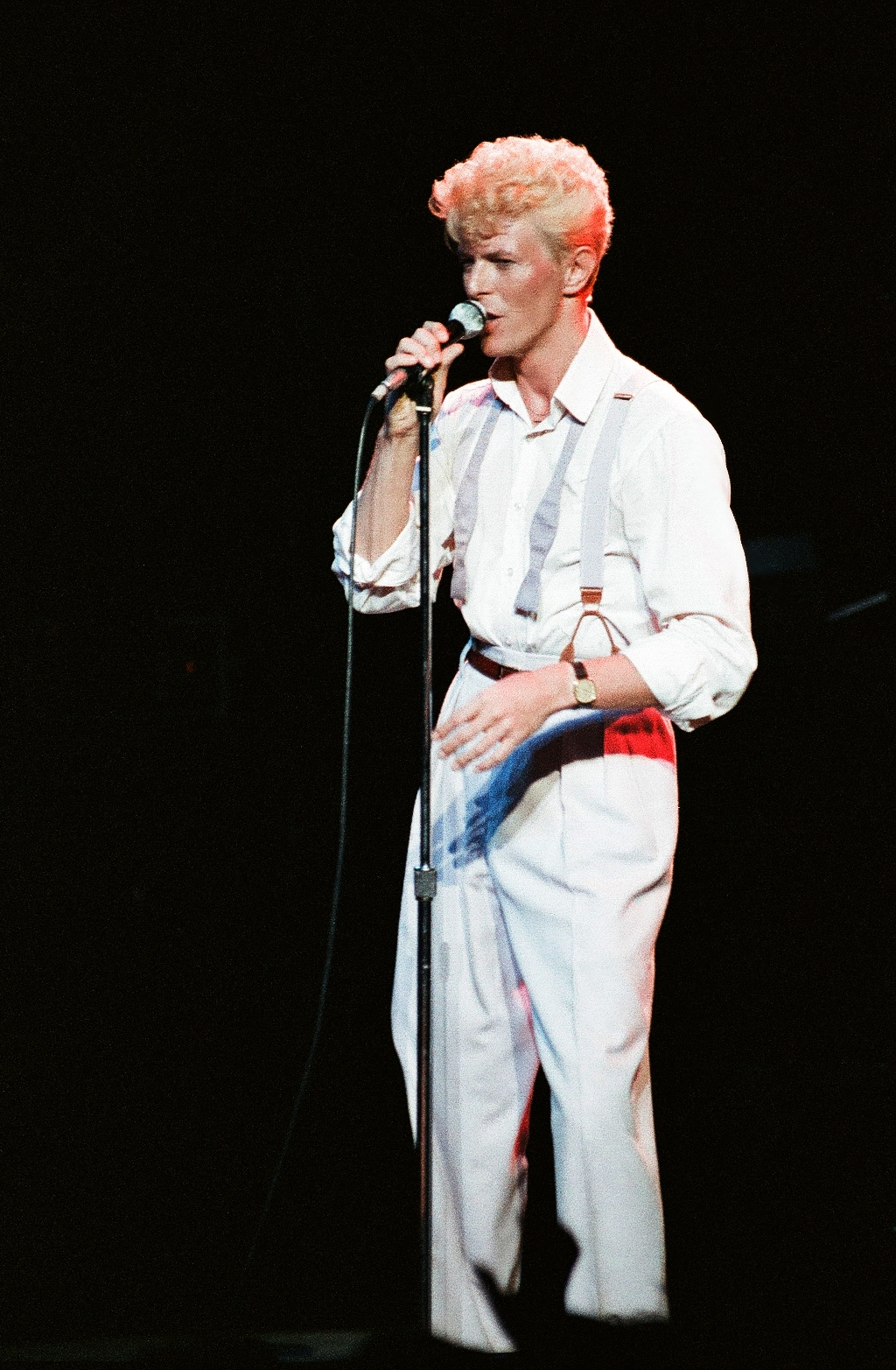
David Bowie sur scène en 1983 (Serious Moonlight Tour).

Sorti en 1980, Scary Monsters (and Super Creeps) inclut le single à succès Ashes to Ashes, qui se présente comme une suite de Space Oddity. La chanson et son clip, à l'époque l'un des plus coûteux de tous les temps, contribuent à populariser le mouvement des Nouveaux Romantiques, dont plusieurs représentants (dont Steve Strange) accompagnent le chanteur dans le clip. Bowie y reprend le personnage de pantomime Pierrot, qui se veut être un hommage à son activité de mime dans les années 1960. L'album Scary Monsters suit les principes établis par la trilogie berlinoise, mais la musique et les paroles sont beaucoup plus accessibles et directes, avec des contributions de Robert Fripp, Chuck Hammer et Pete Townshend à la guitare. Il s'agit de la dernière participation du trio Alomar-Murray-Davis à un album de Bowie (seul le premier rejoue avec lui par la suite), et du dernier album de Bowie produit par Tony Visconti jusqu'en 2002.
Scary Monsters marque la fin du contrat de Bowie avec RCA et le début de près de trois ans sans nouvel album. Durant cette période, il interprète John Merrick dans la pièce The Elephant Man fin 1980 ; il enregistre en 1981 un duo avec Queen, Under Pressure ; il interprète le rôle-titre dans l'adaptation de la pièce de Bertolt Brecht Baal produite par la BBC en 1982 ; il collabore la même année avec Giorgio Moroder pour la chanson Cat People (Putting Out Fire), générique du film La Féline.
En 1982, Bowie fait l'acquisition du château du Signal, à Sauvabelin. Il réside à Lausanne entre 1982 et 1997, appréciant le calme de la ville.
La popularité de Bowie est à son apogée avec Let's Dance, son premier album chez EMI, sorti en 1983. Coproduit par Nile Rodgers de Chic, c'est un disque dance-rock conçu pour plaire au plus grand nombre, sur lequel Bowie ne joue pour la première fois d'aucun instrument et se contente de chanter. C'est un succès commercial planétaire : Let's Dance est certifié disque de platine au Royaume-Uni et aux États-Unis et les trois singles qui en sont tirés se classent dans le top 20 des ventes dans les deux pays. La chanson-titre atteint le sommet des hit-parades britannique et américain. Les clips de Let's Dance et China Girl, réalisés par David Mallet, rencontrent également un grand succès sur MTV. Bowie passe la majeure partie de l'année sur la route : la tournée Serious Moonlight dure de mai à décembre, avec près de 100 concerts à guichets fermés dans 15 pays.

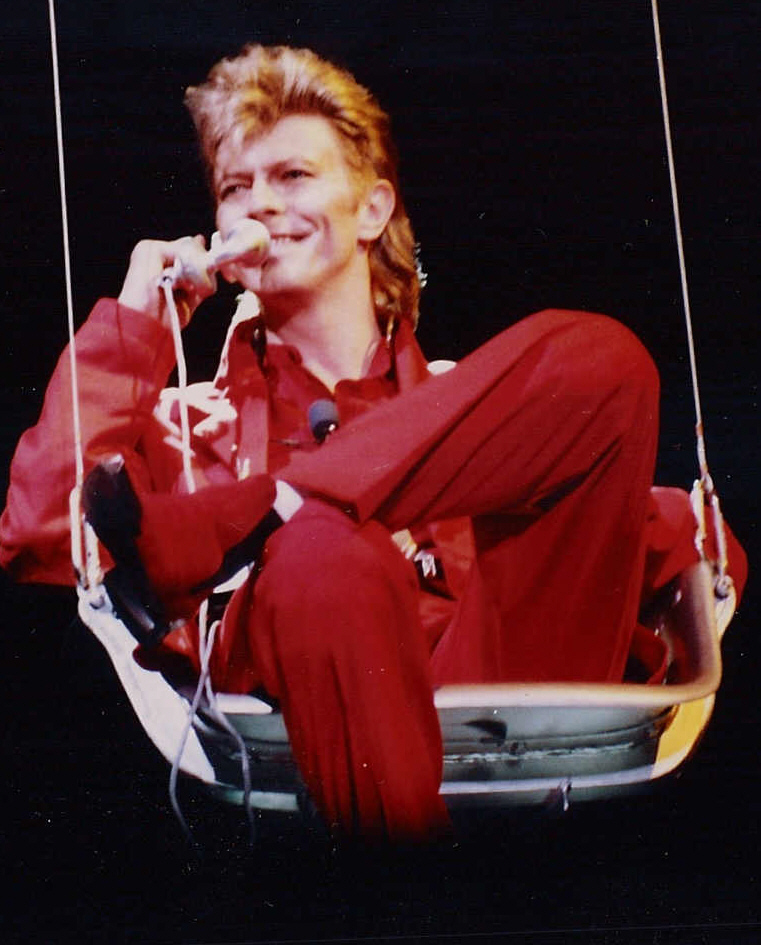
David Bowie sur scène en 1987 lors du Glass Spider Tour.

Tonight (1984) se place dans la continuité de Let's Dance, mais l'implication de Bowie est moindre, comme en témoigne le grand nombre de reprises, dont la chanson-titre, une reprise d'Iggy Pop qu'il interprète en duo avec Tina Turner. Le succès commercial est encore au rendez-vous, mais la critique pointe du doigt la stagnation créative de Bowie. La promotion de l'album passe par un court-métrage réalisé par Julien Temple, Jazzin' for Blue Jean, qui sert de clip à la chanson Blue Jean et remporte un Grammy Award en 1985, soit le seul gagné de son vivant au cours de sa carrière. La même année, David Bowie participe au Live Aid, un concert de charité se déroulant simultanément à Londres et à Philadelphie où il interprète TVC15, Rebel Rebel, Modern Love et Heroes. Il enregistre également à cette occasion avec son ami Mick Jagger, membre des Rolling Stones, une reprise de Dancing in the Street qui n'est finalement pas interprétée lors de l'événement mais qui, lors de sa sortie en single la même année, s'avère être un succès commercial.  
Dans les années qui suivent, Bowie se consacre principalement au cinéma. En 1986, il joue dans Absolute Beginners de Julien Temple et Labyrinthe de Jim Henson où il interprète Jareth, le roi des gobelins. Il contribue quelques chansons aux bandes originales de ces deux films, ainsi qu'à celles du Jeu du faucon et du film d'animation Quand souffle le vent.
Bowie publie son troisième et dernier album des années 1980, Never Let Me Down, en 1987. Il se veut un retour au rock, avec davantage de guitare (Peter Frampton participe à l'enregistrement), mais il ne remporte pas le succès critique et commercial escompté ; Bowie le décrit par la suite comme son « nadir ». La tournée mondiale Glass Spider, bien que très ambitieuse (décor avec araignée géante animée, troupe de danseurs), ne fait pas l'unanimité auprès des critiques et rencontre de nombreux problèmes techniques, même si le public est là. Après 86 concerts et six mois sur les routes, un Bowie épuisé en fait brûler le décor dans un champ de Nouvelle-Zélande.

### La parenthèse Tin Machine (1989-1992)

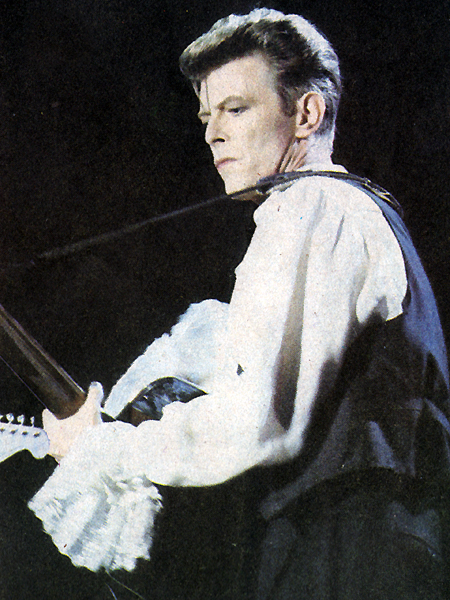
David Bowie sur scène en 1990 (Sound + Vision Tour).

Bowie fait la connaissance du guitariste Reeves Gabrels durant la tournée Glass Spider et commence à travailler avec lui sur de nouveaux morceaux. Avec les frères Tony (basse) et Hunt Sales (batterie), qui ont accompagné Iggy Pop sur les albums produits par Bowie en 1977, ils forment un groupe de hard rock baptisé Tin Machine. Le groupe est défini d'emblée comme une démocratie, bien que Bowie reste l'auteur de la majorité des chansons. Tin Machine publie deux albums studio : Tin Machine (1989) et Tin Machine II (1991), ainsi qu'un live, Tin Machine Live: Oy Vey, Baby (1992). Si le premier, entièrement enregistré dans des conditions live, connaît des ventes honorables, le public n'est pas entièrement séduit par ce changement brutal de direction, tout comme la maison de disques EMI, qui accepte de laisser partir Bowie. Le deuxième Tin Machine et le live, publiés par London Records, échouent à convaincre, ce qui contribue à la séparation du groupe courant 1992.
Entre-temps, Bowie retourne à sa carrière solo pour la tournée Sound + Vision Tour. Conçue pour accompagner la sortie du coffret rétrospectif Sound + Vision, elle se déroule de mars à septembre 1990, avec plus de 100 concerts dans le monde entier durant lesquels le chanteur interprète ses chansons les plus connues, prétendument pour la dernière fois. Le dispositif scénique est beaucoup moins élaboré que celui de la tournée Glass Spider. La critique et le public sont au rendez-vous. Le 20 avril 1992, il participe au Freddie Mercury Tribute. Il interprète aux côtés des membres survivants de Queen Under Pressure avec Annie Lennox, All the Young Dudes avec Mick Ronson Ian Hunter, Joe Elliott et Phil Collen, puis "Heroes" avec Mick Ronson. Il étonne le public en récitant le Notre Père à genoux.

### Expériences électroniques (1992-1998)
Bowie publie son premier album solo depuis la fin de Tin Machine en avril 1993. Coproduit avec Nile Rodgers, Black Tie White Noise est conçu à dessein pour ne pas être un Let's Dance II. D'inspiration jazz, soul et hip-hop, il présente un son très électronique. À sa sortie, il est salué par la critique comme l'album du renouveau, et les ventes sont très bonnes, en particulier au Royaume-Uni où le single Jump They Say se classe dans le Top 10. En revanche, la faillite du distributeur américain Savage Records nuit à ses performances commerciales outre-Atlantique.

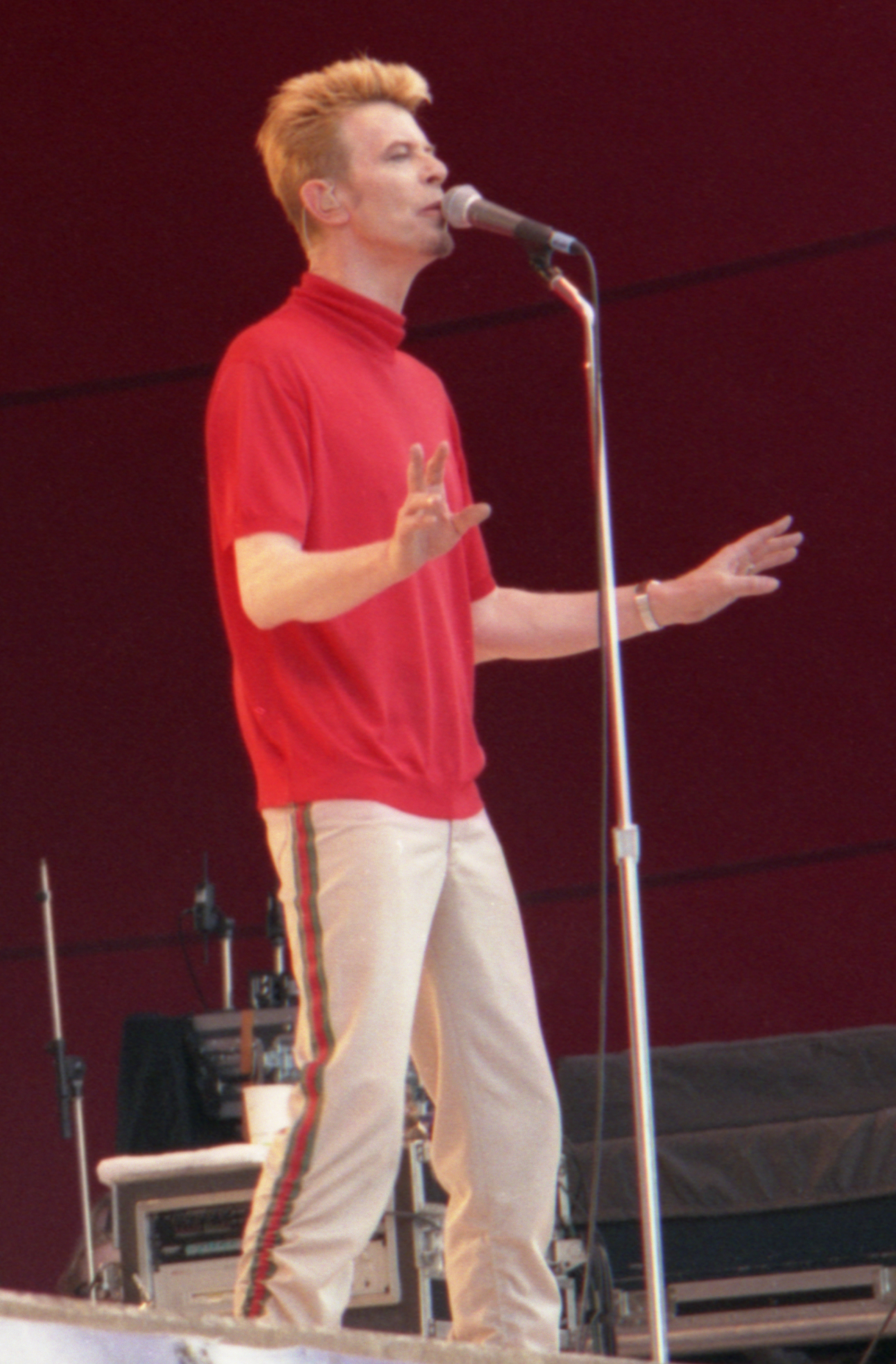
David Bowie sur scène en 1997 (Earthling Tour).

Également sorti en 1993, The Buddha of Suburbia, enregistré avec le multi-instrumentiste Erdal Kızılçay, prolonge les expériences électroniques entamées sur Black Tie White Noise tout en se rapprochant du rock alternatif. Cet album est conçu comme la bande originale d'une adaptation télévisée du roman de Hanif Kureishi Le Bouddha de banlieue, mais à l'exception de la chanson-titre, les chansons de Bowie n'apparaissent pas dans la minisérie de la BBC. À sa sortie, The Buddha of Suburbia passe quasiment inaperçu, n'étant pas promu comme un album de Bowie, mais comme une simple bande originale. Il est également éclipsé par la compilation The Singles Collection publiée par EMI au même moment.
Bowie retrouve Brian Eno pour 1. Outside (1995), un disque issu d'improvisations en studio conçu comme le premier volume d'un opéra-rock en cinq albums. L'histoire, racontée de manière non linéaire, suit un détective dans un futur proche, chargé d'enquêter sur un meurtre dans le monde de l'art. La critique et le public sont déroutés par ce concept complexe, ainsi que par la musique, qui s'inscrit cette fois dans le courant du rock industriel. Durant les concerts américains de la tournée Outside, Bowie choisit d'être accompagné par le groupe Nine Inch Nails. Pour les dates européennes, Bowie offre au tout jeune groupe Placebo l'opportunité d'assurer sa première partie.
Après avoir fêté son cinquantième anniversaire par un grand concert au Madison Square Garden de New York avec de nombreux invités (Frank Black, Foo Fighters, Robert Smith, Sonic Youth, Lou Reed, Billy Corgan, Brian Molko), Bowie publie son vingtième album studio, Earthling, en février 1997. Son influence principale est la culture jungle et drum and bass de la fin des années 1990. Le single I'm Afraid of Americans, remixé par Trent Reznor, figure pendant quatre mois dans le Billboard Hot 100, notamment grâce à son clip. La tournée Earthling prend place de juin à novembre 1997 en Europe, en Amérique du Nord et en Amérique du Sud.
En 1999, Bowie travaille avec Reeves Gabrels sur la bande originale du jeu vidéo The Nomad Soul. Sa nouvelle épouse Iman et lui apparaissent en tant que personnages dans le jeu. Plusieurs chansons de The Nomad Soul sont reprises dans 'hours...', l'album que Bowie sort la même année, qui présente un son plus calme et moins électronique que Earthling ou 1. Outside. Il marque la fin de la collaboration entre Bowie et Gabrels : ce dernier joue pour la dernière fois avec Bowie dans l'émission VH1 Storytellers, le 23 août 1999. hours... ne fait pas l'objet d'une tournée de promotion à grande échelle, mais le chanteur participe à plusieurs concerts significatifs dans les années qui suivent : il est tête d'affiche du festival de Glastonbury en 2000 et ouvre le Concert for New York City fin 2001.

### Période néoclassique et retrait de la vie publique (1999-2013)

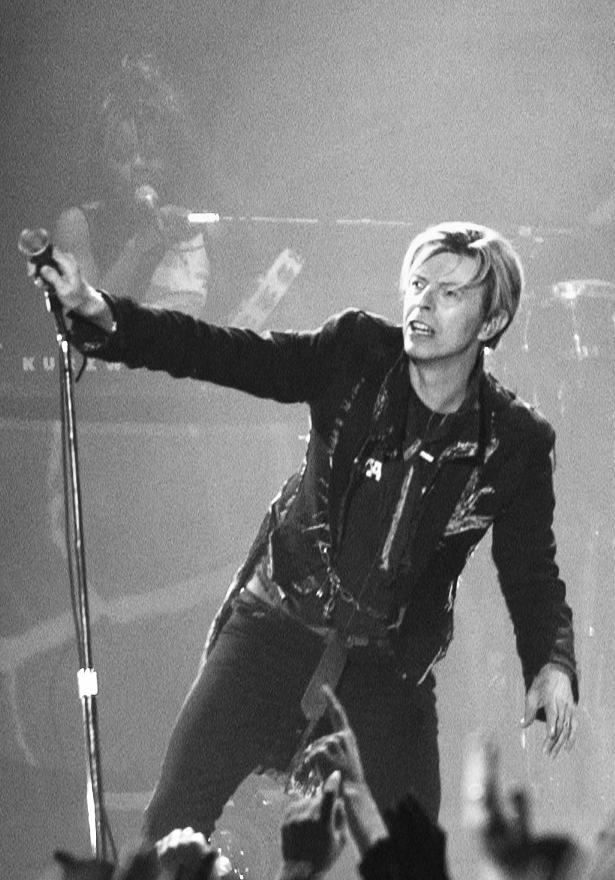
David Bowie sur scène en 2003.

En 2000, Bowie se lance dans un projet consistant à enregistrer de nouvelles versions de chansons qu'il a écrites dans les années 1960. L'album Toy n'est jamais publié (il fuite sur Internet en 2011), la maison de disques Virgin favorisant la publication de chansons inédites. En fin de compte, Bowie travaille avec son producteur historique Tony Visconti à un nouvel album, qui sort en 2002 sous le titre Heathen. C'est la première parution du label indépendant créé par Bowie, ISO, distribué par Columbia Records. La tournée de promotion se déroule de juin à octobre et débute au Meltdown Festival dont Bowie est le curateur cette année-là.
Un an à peine après Heathen sort Reality, qui donne lieu à une tournée mondiale d'une longueur inégalée depuis la tournée Outside. Le 18 Juillet 2002 Bowie donne un concert - exceptionnel à plus d'un titre - à Montreux . A Reality Tour s'achève prématurément au Hurricane Festival de Scheeßel, dans le Nord de l'Allemagne, le 25 juin 2004 : souffrant de douleurs à la poitrine, Bowie doit subir en urgence une angioplastie pour déboucher une artère coronaire. Les 14 derniers concerts de la tournée sont annulés. Un double album tiré de la tournée, A Reality Tour, est publié en 2010.
Durant les dix années qui suivent son attaque, Bowie fait preuve d'une grande discrétion et ne publie aucun nouvel album. Il se contente d'apparaître en invité auprès d'autres artistes, sur disque (Reflektor d'Arcade Fire, No Balance Palace (en) de Kashmir, Anywhere I Lay My Head de Scarlett Johansson, Return to Cookie Mountain de TV on the Radio) ou sur scène. Il chante ainsi avec Arcade Fire à la soirée Fashion Rocks (en) en septembre 2005 (Live EP (Live at Fashion Rocks)) et apparaît aux côtés de David Gilmour lors de son concert au Royal Albert Hall en mai 2006 (Remember That Night). Le 9 novembre 2006, il se produit avec Alicia Keys sur la scène du Hammerstein Ballroom lors d'un concert de charité au profit de l'association Keep a Child Alive (en). C'est la dernière fois qu'il interprète une de ses chansons sur scène.

### Dernières années (2013-2016)
Le 8 janvier 2013, à la surprise générale, le site officiel de David Bowie annonce la publication d'un nouvel album du chanteur, The Next Day, enregistré en secret à New York au cours des deux années précédentes et coproduit avec Tony Visconti. L'accueil réservé à l'album à sa sortie est triomphal, aussi bien de la part des critiques que du public : no 1 des ventes au Royaume-Uni (pour la première fois depuis Black Tie White Noise), no 2 aux États-Unis (un record). La même année débute l'exposition David Bowie Is au Victoria and Albert Museum de Londres, qui rencontre également un grand succès et se déplace entre plusieurs villes du monde au cours des cinq années qui suivent. En dépit de ce retour en fanfare, le chanteur reste très discret : il n'accorde pas d'entretiens à la presse et annonce clairement son intention de ne pas donner de tournée de promotion.
Courant 2014, Bowie apprend qu'il est atteint d'un cancer du foie. D'après Tony Visconti, c'est consciemment qu'il enregistre son vingt-sixième album, Blackstar, comme son chant du cygne. Il s'éloigne du rock classique auquel The Next Day pouvait encore être rattaché et s'entoure de musiciens de jazz menés par le saxophoniste Donny McCaslin pour réaliser un album très expérimental. Il est publié le 8 janvier 2016, jour du 69e anniversaire du chanteur, dont la critique salue le désir continu d'explorer de nouveaux genres.

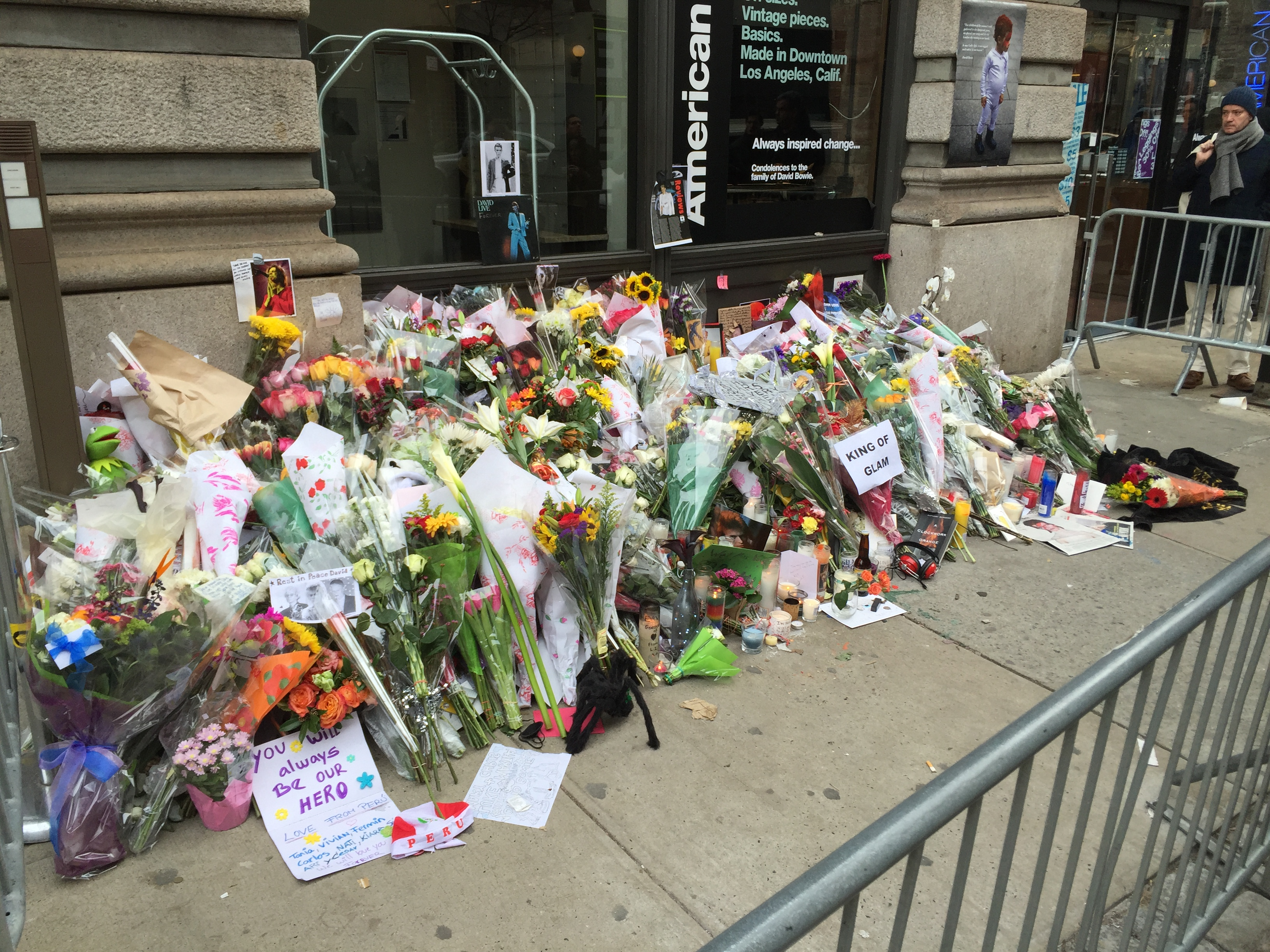
Hommages rendus par des fans à la suite du décès de Bowie au pied de son appartement à New York.

Fin 2015, Bowie se sait condamné : le cancer s'est propagé dans son organisme. Il continue à garder le secret sur sa maladie. Sa dernière apparition publique a lieu le 7 décembre, lors de la première de la comédie musicale Lazarus, une suite au film L'Homme qui venait d'ailleurs construite autour de son répertoire. Il meurt dans son appartement new-yorkais le 10 janvier, deux jours après la sortie de Blackstar. En accord avec ses dernières volontés, il est incinéré au Château de Becker et ses cendres sont dispersées suivant le rite bouddhiste sur l'île de Bali.
Plusieurs célébrités lui rendent hommage parmi lesquelles Lady Gaga, qui interprète plusieurs de ses morceaux lors des Grammys Awards, des stars du hip-hop, ou encore ses collaborateurs comme Iggy Pop, Queen et Tony Visconti,,.
Blackstar est un succès, occupant les premières places de ventes au Royaume-Uni, en France et aux États-Unis notamment,. Il permet à Bowie de remporter plusieurs prix à titre posthume, notamment aux Brit Awards en 2017 où il est désigné comme meilleur artiste britannique de l'année pour la troisième fois de sa carrière et où Blackstar remporte le titre d'album de l'année,. Lors de la 59e cérémonie des Grammy Awards, il remporte cinq prix, dont notamment celui du meilleur album de musique alternative, de la meilleure prestation rock et de la meilleure chanson rock, les deux derniers venant récompenser sa chanson Blackstar.

## Le musicien

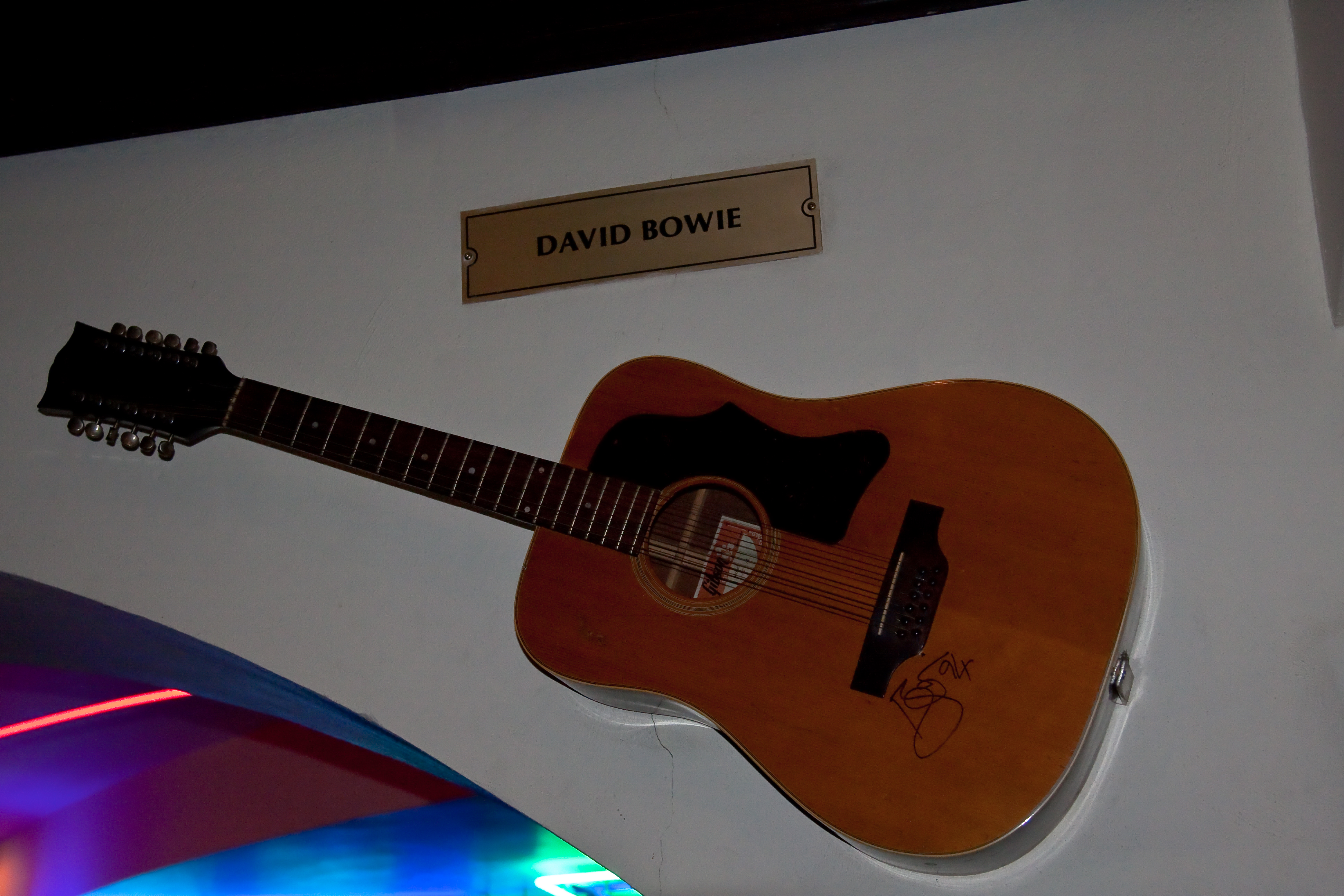
Une guitare à douze cordes dédicacée par David Bowie au Hard Rock Cafe de Hurghada, en Égypte.

Les premières compositions de Bowie sont inspirées des pionniers du rock 'n' roll, comme Little Richard et Elvis Presley. Sur son premier album, il s'inspire beaucoup vocalement d'Anthony Newley, un chanteur de music-hall britannique,. Sa fascination pour le music-hall est une constante de sa carrière, même s'il s'illustre par la suite dans de nombreux autres genres, du folk psychédélique au hard rock en passant par la soul ou la dance pop.
Bowie joue de nombreux instruments, parmi lesquels la guitare (acoustique, électrique et à douze cordes), le piano et autres claviers (Mellotron, Chamberlin, synthétiseurs), l'harmonica, le saxophone alto et baryton et le stylophone, ainsi que plus occasionnellement le koto (Moss Garden sur "Heroes"), le marimba et la batterie (Cactus sur Heathen),,.

## L'acteur
Il étudie le théâtre d'avant-garde et l'art du mime avec Lindsay Kemp, et commence sa carrière de comédien avec le rôle de Cloud dans la production théâtrale de Kemp, Pierrot in Turquoise en 1967 (laquelle donne, en 1970, le téléfilm The Looking Glass Murders). Dans le court-métrage en noir et blanc The Image de Michael Armstrong (1967), il campe un jeune fantôme sorti de la toile d'un peintre pour le hanter. La même année, il fait une apparition dans l'adaptation du roman de Leslie Thomas, The Virgin Soldiers.
Au milieu des années 1970, il rêve d'interpréter le rôle de Divine, le héros du roman Notre-Dame-des-Fleurs de Jean Genet. Avec le producteur Christophe Stamp (le frère de l’acteur Terence Stamp), ils demandent à l'auteur de composer une adaptation pour le cinéma. Le scénario est rédigé en 1975 mais ne sera jamais tourné, le manuscrit du scénario de Divine n'est retrouvé qu'en 2020.
Son premier rôle important est celui de Thomas Jerome Newton dans L'Homme qui venait d'ailleurs réalisé par Nicolas Roeg en 1976, un extra-terrestre venu sur terre pour trouver des ressources afin de sauver sa planète mourante. David Hemmings lui donne le rôle d'un officier prussien dans l'anglo-allemand C'est mon gigolo en 1979 (aux côtés de Marlene Dietrich). David Bowie monte sur les planches de Broadway pour le rôle principal de The Elephant Man, pièce qui révéla son jeu d'acteur et son talent d'expression. Il y eut 157 représentations entre 1980 et 1981. Il apparaît alors dans son propre rôle lors d'un concert à Berlin dans Moi, Christiane F., pour lequel des morceaux de la trilogie berlinoise sont utilisés. L'artiste joue ensuite aux côtés de Catherine Deneuve et Susan Sarandon dans Les Prédateurs en 1983. Son rôle le plus notoire sera sans doute celui du major Jack Celliers, dans Furyo de Nagisa Ōshima. Il partagera ici l'affiche avec Ryūichi Sakamoto, également compositeur de la célèbre bande-son du film.

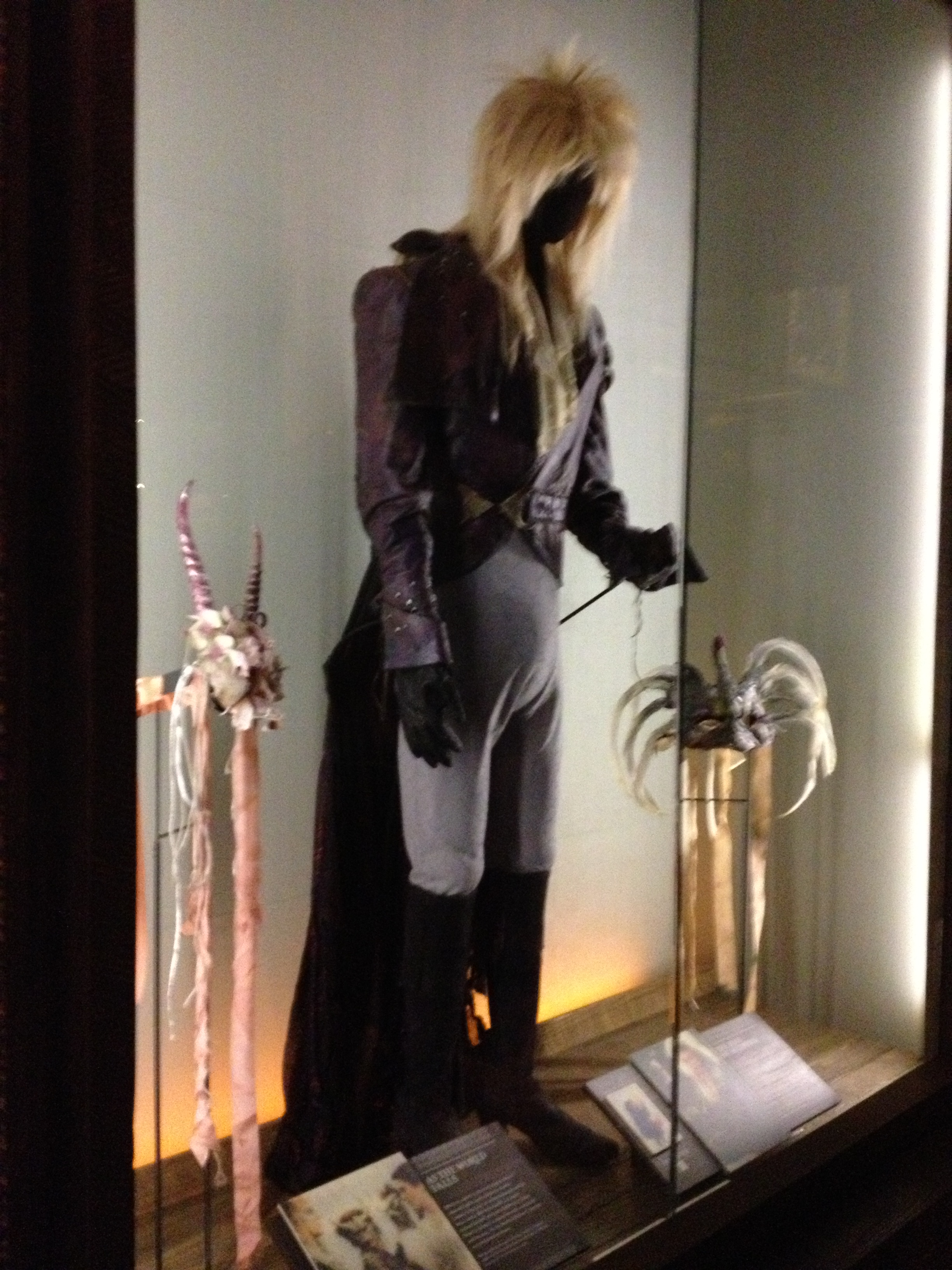
Perruque et costume portés par David Bowie dans Labyrinthe en 1986.

Il fait une apparition dans Barbe d'or et les Pirates en 1983 créé par les Monty Python, ainsi qu'un rôle mineur dans Into the night en 1985. On lui proposa la même année le rôle de Max Zorin dans le James Bond Dangereusement vôtre, rôle qu'il déclina (il fut ensuite donné à Christopher Walken). Il compose avec la chanteuse Sade la musique de la comédie musicale rock Absolute Beginners (1986), dans laquelle il tient également un rôle de second plan. La même année, Jim Henson lui demande d'incarner Jareth, maléfique roi des gobelins dans son film fantastique pour enfants Labyrinthe. Il en écrit ainsi la musique (dont le single Magic Dance).
Deux ans plus tard, il est dirigé par Martin Scorsese dans le film La Dernière Tentation du Christ, pour son rôle de Ponce Pilate et dont la musique a été écrite et jouée par Peter Gabriel. Les rôles qu'a pu tenir David Bowie sont donc autant divers que variés, de l'employé de restaurant dans The Linguini Incident (1991) à l'agent du FBI Phillip Jeffries dans Twin Peaks: Fire Walk with Me (1992) de David Lynch.
Rôle mineur mais décisif pour la carrière du chanteur à l'écran, celui de l'artiste Andy Warhol (auquel il avait déjà dédié une chanson homonyme dans son album Hunky Dory) dans le film biographique sur l'avant-gardiste Jean-Michel Basquiat, Basquiat en 1996. Harvey Keitel et lui s'opposent dans le western italien Gunfighters Revenge en 1998 (à l'origine Il Mio West). Il y démontre une fois de plus la diversité de son jeu. Andrew Goth le fait jouer Bernie, un gangster vieillissant, dans Everybody Loves Sunshine en 1999. Il joue un des rôles principaux dans le rôle-titre de Mr. Rice's Secret, voisin philanthrope d'un jeune garçon en phase terminale à qui il lègue un antidote à la mort. Il fait également une intervention dans le Zoolander de Ben Stiller l'année suivante. Bowie tient en 2006 le rôle secondaire mais central du physicien Nikola Tesla dans Le Prestige de Christopher Nolan, opposant Christian Bale et Hugh Jackman. Il prête également sa voix à quelques personnages de films d'animation tels que Malthazard dans Arthur et les Minimoys, ou encore Lord Royal Highness dans Bob l'éponge.
Il est apparu au grand écran en 2008 avec August (en), film de Austin Chick (en) avec Josh Hartnett, pour lequel il retrouve Rip Torn avec qui il avait travaillé dans The Man Who Fell To Earth, trente ans plus tôt. Il est également un personnage énormément cité (mais que l'on voit seulement deux fois) dans le film College Rock Stars de Todd Graff.
En 2016, il est pressenti pour jouer aux côtés de Harrison Ford et Ryan Gosling dans le rôle de Niander Wallace dans le film Blade Runner 2049. Sa mort prématurée l'empêche d'interpréter ce rôle, finalement incarné par Jared Leto. Bowie devait également apparaître dans la troisième saison de Twin Peaks, The Return, dans laquelle il devait reprendre son rôle de Phillip Jeffries qu'il interprétait dans Fire Walk with Me en 1992. Il avait donné à David Lynch son accord afin d'apparaître dans les nouveaux épisodes mais sa mort ne lui a pas permis de pouvoir tourner ses scènes. Par conséquent, Lynch a utilisé des images d'archives du film et l'épisode 14 est dédié à la mémoire de Bowie.

## Le peintre et collectionneur d'art
Bowie s'adonne également à la peinture. La pochette de l'album 1. Outside (1995) est un autoportrait à l'acrylique. Sa première exposition, intitulée « New Afro/Pagan and Work: 1975–1995 », prend place la même année à The Gallery, une salle londonienne située sur Cork Street. Il rejoint le comité de rédaction du magazine Modern Painters en 1998, et contribue au canular de William Boyd sur le prétendu artiste Nat Tate la même année.
Sa collection d'art, comprenant des œuvres de Damien Hirst, Frank Auerbach, Henry Moore et Jean-Michel Basquiat, estimée à plus de 10 millions de livres sterling en 2016, est, après sa mort, vendue en grande partie par sa famille lors d'une vente aux enchères les 10 et 11 novembre 2016 à Sotheby's.

## L'homme d'affaires

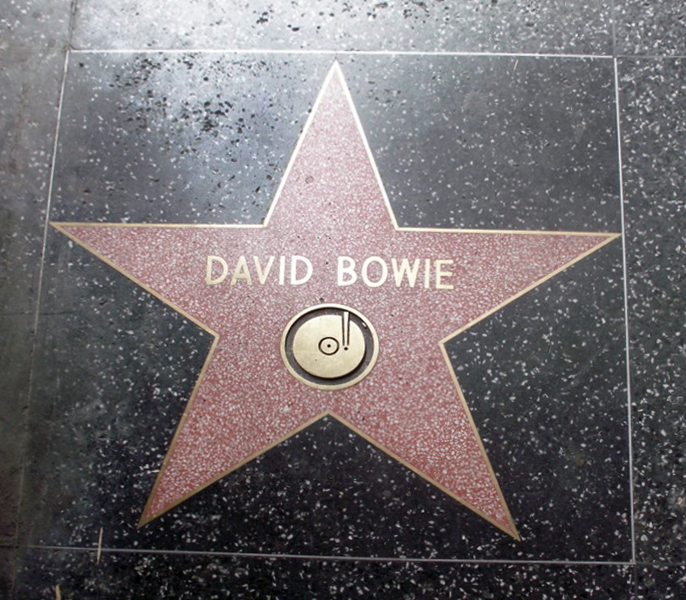
Étoile de David Bowie sur le Hollywood Walk of Fame de Hollywood Boulevard, à Los Angeles.

En 1997, avec l'aide du banquier d'affaires new-yorkais David Pullman, David Bowie devient le premier artiste à titriser ses propres droits d'auteur, en l'occurrence sur ses albums antérieurs à 1990 ; ces titres sont baptisés « Bowie Bonds ». Ceux-ci proposent un taux d'intérêt de 7,9 % sur 10 ans et lui permettent de gagner instantanément 55 millions de dollars, au lieu d'encaisser ses droits d'auteur au fur et à mesure. Ils sont alors crédités de la note AAA par l'agence Moody's. Selon David Pullman, David Bowie cherche par ce moyen à lever de l'argent pour ses héritiers, n'ayant lui-même pas besoin de ces fonds. Cependant, il explique également que David Bowie a utilisé une partie de l'argent levé pour racheter les droits de certaines chansons détenues par un ancien manager. D'autres artistes comme James Brown, Rod Stewart ou Iron Maiden recourent par la suite à ce procédé. David Bowie conclut également en 1997 un accord avec la maison de disques britannique EMI prévoyant le versement d'une avance de 30 millions de dollars sur ses futures redevances en échange de l'exclusivité des droits de distribution à travers le monde de son catalogue couvrant son œuvre entre 1969 et 1990. En 2004, l'agence de notation Moody's abaisse la note des « Bowie Bonds » à BBB+, un cran au-dessus de la catégorie spéculative. Elle justifie cette dégradation par le fait que le secteur musical voit ses revenus se contracter nettement avec l'arrivée du piratage et du téléchargement illégal.
En 1998, David Bowie cofonde un fournisseur d'accès à Internet, BowieNet, qui propose un ensemble de services : accès au Web, adresse de courrier électronique terminant par @davidbowie.com, mais aussi des informations (y compris sportives et financières), et des produits en exclusivité (photos, musique, etc.) sur lui-même. Avec l'établissement financier USABancshares.com, il lance sa propre banque en ligne en 1999, accessible via le site Bowiebanc.com. Les clients bénéficient d'une carte bancaire et d'un chéquier à son effigie. À partir de 2002, David Bowie publie ses albums sous son propre label, ISO records, la distribution restant confiée à Columbia, une filiale de Sony Music.

## Vie privée

### Mariages et enfants

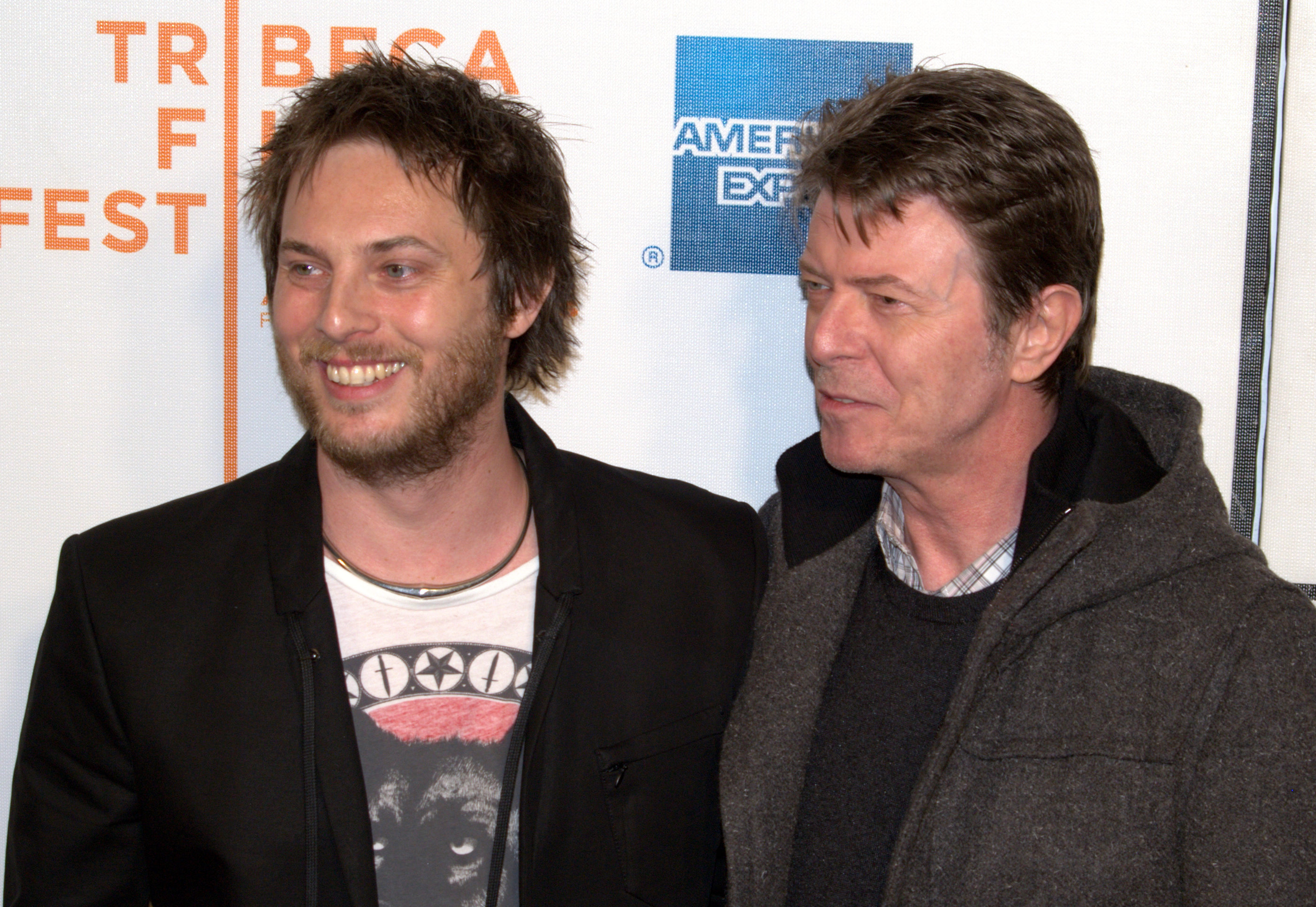
David Bowie en 2009 avec son fils Duncan Jones lors de la première du film Moon.

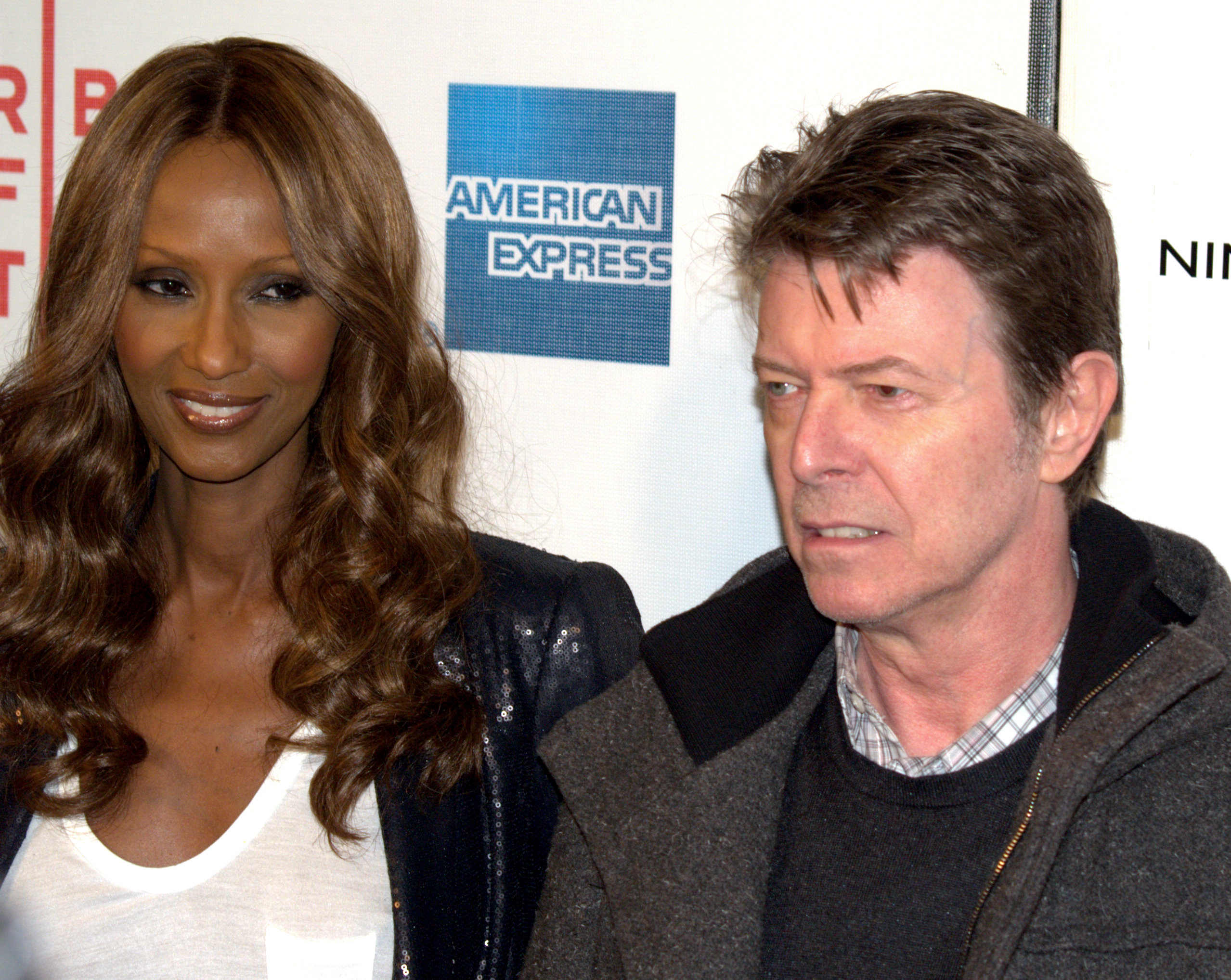
David Bowie en 2009 avec son épouse Iman.

David Bowie a été marié deux fois. Le 20 mars 1970, il épouse l'actrice américaine Angela Barnett à Bromley (Angleterre). Ils ont un fils, le réalisateur Duncan Jones, né le 30 mai 1971. Leur divorce est prononcé en Suisse le 8 février 1980.
Bowie se remarie en 1992 avec la mannequin américaine d'origine somalienne Iman. Une cérémonie privée, le 24 avril 1992 à Lausanne, est suivie d'une cérémonie publique le 6 juin de la même année à l'Église épiscopalienne américaine de Saint James à Florence. Leur fille, Alexandria (« Lexi ») Zahra Jones, naît le 15 août 2000. Sous l'influence de son épouse, la vie de Bowie devient plus calme, il revend ses résidences lointaines (comme celle acquise sur l'Île Moustique) et ne garde que son appartement new-yorkais.

### Sexualité
Bowie brise un tabou en janvier 1972 en annonçant sa bisexualité dans une interview accordée au Melody Maker, à l'époque où il se réinvente en glam-rocker et lance le personnage de Ziggy Stardust. Interviewé par le magazine Playboy en septembre 1976, il dit :
« C'est vrai — je suis bisexuel. Mais je ne peux pas nier que j'ai très bien utilisé ce fait. Je suppose que c'est la meilleure chose qui me soit arrivée. »
(« It's true — I am a bisexual. But I can't deny that I've used that fact very well. I suppose it's the best thing that ever happened to me »).
Bowie s'en distanciera lors d'une interview en 1983 au magazine Rolling Stone, disant que cette déclaration était « sa plus grosse erreur » (« the biggest mistake I ever made »). En 1993, il déclare être « un hétérosexuel dans le placard » (« closet heterosexual »), que son intérêt pour la culture homosexuelle et bisexuelle était plus un produit du temps et de la situation que de ses propres sentiments. « Ce n'était pas quelque chose avec quoi je me sentais à l'aise » (« It wasn't something I was comfortable with at all »).
Bowie exprime encore un avis différent dans l'interview de 2002 au magazine Blender, en réponse à la question : « Vous avez une fois dit que dire que vous étiez bisexuel était la plus grosse erreur que vous ayez jamais faite. Le croyez-vous toujours ? » :
« Intéressant. [Longue pause] Je ne pense pas que c'était une erreur pour l'Europe, mais c'était bien plus problématique en Amérique. Je n'ai eu aucun problème concernant le fait que les gens sachent que j'étais bisexuel. Mais je n'avais aucune envie de tenir un drapeau ou d'être le représentant d'un quelconque groupe de personnes. Je savais ce que je voulais être, à savoir un auteur-compositeur et un interprète, et je sentais que l'on me résumait désormais à cette bisexualité ici [en Amérique] et pour très longtemps. L'Amérique est très puritaine et je pense que ça m'a gêné dans beaucoup de choses que je voulais faire ».
La journaliste Wendy Leigh publie en 2014 une biographie retraçant certains éléments de sa vie personnelle, notamment sa bisexualité ; estimant que David Bowie n'est pas seulement une icône musicale mais également une « icône sexuelle d'avant-garde ».

## Hommages
Sont nommés en l'honneur de David Bowie un astéroïde, (342843) Davidbowie, l'arachnologiste Peter Jäger nomme en son honneur une espèce d'araignées, Heteropoda davidbowie, et même un genre entier, Bowie. Et une voie parisienne est également nommée en son honneur, la rue David-Bowie.
Sont nommées en l'honneur du personnage de Ziggy Stardust une ancienne espèce de mammifère trouvée au Brésil, Brasilestes stardusti, ainsi qu'une espèce éteinte de guêpe, Archaeoteleia astropulvis.
Une statue lui est consacrée dans le Buckinghamshire, et un billet de la monnaie locale de Brixton porte son effigie.
Le chanteur Julien Ribot lui rend hommage dans la chanson 'We Obi Diva' (anagramme de David Bowie), parue sur l'album "Do You Feel 9?" (2021, December Square, Kuronkeko).
En 2020 sort un biopic centré autour de la genèse de Ziggy Stardust, Stardust, réalisé par Gabriel Range. Cependant, les proches de Bowie n'ayant pas approuvé le projet, celui-ci ne comporte que des reprises musicales du chanteur.
En 2022, Brett Morgen réalise un documentaire rétrospectif sur la carrière de Bowie, Moonage Daydream. Cette fois-ci approuvé par la famille de l'artiste, le film contient, en plus des chansons du répertoire de Bowie, de nombreuses images d'archives, pour certaines inédites.

## Discographie

### Albums studio
- 1967 : David Bowie
- 1969 : Space Oddity
- 1970 : The Man Who Sold the World
- 1971 : Hunky Dory
- 1972 : The Rise and Fall of Ziggy Stardust and the Spiders from Mars
- 1973 : Aladdin Sane
- 1973 : Pin Ups
- 1974 : Diamond Dogs
- 1975 : Young Americans
- 1976 : Station to Station
- 1977 : Low
- 1977 : "Heroes"
- 1979 : Lodger
- 1980 : Scary Monsters (and Super Creeps)
- 1983 : Let's Dance
- 1984 : Tonight
- 1987 : Never Let Me Down
- 1993 : Black Tie White Noise
- 1993 : The Buddha of Suburbia
- 1995 : 1. Outside
- 1997 : Earthling
- 1999 : 'hours...'
- 2002 : Heathen
- 2003 : Reality
- 2013 : The Next Day
- 2016 : Blackstar
- 2021 : Toy

### Tournées
- 1972-1973 : Ziggy Stardust Tour
- 1974 : Diamond Dogs Tour
- 1976 : Isolar Tour
- 1978 : Isolar II Tour
- 1983 : Serious Moonlight Tour
- 1987 : Glass Spider Tour
- 1990 : Sound + Vision Tour
- 1995-1996 : Outside Tour
- 1996 : Outside Summer Festivals Tour
- 1997 : Earthling Tour
- 1999 : 'hours…' Tour
- 2003 : Heathen Tour
- 2003-2004 : A Reality Tour

## Filmographie
- 1976 : L'Homme qui venait d'ailleurs de Nicolas Roeg : Thomas Jerome Newton
- 1980 : C'est mon gigolo de David Hemmings : Paul von Ambrosius Przygodski
- 1981 : Moi, Christiane F., 13 ans, droguée, prostituée… de Uli Edel : lui-même
- 1983 : Furyo de Nagisa Ōshima : le major Jack Celliers, dit « Strafer »
- 1983 : Les Prédateurs de Tony Scott : John Blaylock
- 1985 : Série noire pour une nuit blanche de John Landis : Colin Morris
- 1986 : Labyrinthe de Jim Henson : Jareth, le roi des gobelins
- 1986 : Absolute Beginners de Julien Temple : Vendice Partners
- 1988 : La Dernière Tentation du Christ de Martin Scorsese : Ponce Pilate
- 1991 : The Linguini Incident de Richard Shepard : Monte
- 1992 : Twin Peaks: Fire Walk with Me de David Lynch : Phillip Jeffries
- 1996 : Basquiat de Julian Schnabel : Andy Warhol
- 1998 : Everybody Loves Sunshine d'Andrew Goth : Bernie
- 1998 : Il mio West de Giovanni Veronesi : Jack Sikora
- 2000 : Mr. Rice's Secret de Nicholas Kendall : William Rice
- 2000 : Zoolander de Ben Stiller : lui-même
- 2006 : Arthur et les Minimoys de Luc Besson : Maltazard (voix)
- 2006 : Le Prestige de Christopher Nolan : Nikola Tesla
- 2008 : August d'Austin Chick : Cyrus Ogilvie
- 2009 : College Rock Stars de Todd Graff : lui-même

## Publication
- (en) David Bowie et Mick Rock, Moonage Daydream : The Life and Times of Ziggy Stardust, Guildford : Genesis Publications, 2005, 348 p.  (ISBN 0904351866).